# Patrice Martinez
Patrice Martinez (* 12. Juni 1963 in Albuquerque, New Mexico; † 25. Dezember 2018) war eine US-amerikanische Schauspielerin.

## Leben
Martinez wurde 1963 im US-Bundesstaat New Mexico geboren; ihr Vater war Musiker, ihre Mutter die Schauspielerin Margarita Martinez. Sie hatte einen Bruder und eine Schwester.
Im April 1987 heiratete sie den mexikanischen Filmproduzenten Daniel Camhi (* 1960); die Ehe wurde 1992 geschieden. Sie starb im Dezember 2018 im Alter von 55 Jahren nach längerer Krankheit.

## Karriere
Martinez wirkte bereits als Jugendliche in einem Amateurtheater mit und gab 1978 ihr Filmdebüt in dem Film Convoy. Nach ihrem High-School-Abschluss zog sie nach London, um dort als eine von zu dieser Zeit nur drei nicht-britischen Studenten an der Royal Academy of Dramatic Art Schauspiel zu studieren. Mit ihr studierten unter anderem Ralph Fiennes und Kenneth Branagh.
Nach ihrer Rückkehr in die Vereinigten Staaten erlangte sie durch die Rolle der Dorfschönheit Carmen in der Komödie ¡Drei Amigos! neben Steve Martin und Chevy Chase erste Bekanntheit. Zwei Jahre später hatte sie eine Nebenrolle in Tim Burtons mit dem Oscar ausgezeichneten Film Beetlejuice neben Alec Baldwin, Geena Davis und Winona Ryder. In der Serie Magnum spielte sie 1987 und 1988 in drei Folgen die Figur der Linda Lee Ellison. Ihre bekannteste Fernsehrolle hatte sie von 1990 bis 1993 in der Serie Zorro – Der schwarze Rächer, in der sie in den ersten beiden Staffeln die weibliche Hauptrolle der Victoria Escalante innehatte.
Danach ließ die Qualität ihrer Rollenangebote allmählich nach. 1998 hatte Martinez eine Rolle als Indianerin in dem deutschen Fernsehfilm Winnetous Rückkehr neben Pierre Brice, bereits im folgenden Jahr spielte die damalige Mittdreißigerin ihre letzte Rolle als Gaststar in der Serie Air America.

## Filmografie
- 1978: Convoy
- 1986: Miami Vice (Fernsehserie, Folge 3x09)
- 1986: ¡Drei Amigos! (Three Amigos)
- 1987: A Walk on the Moon
- 1987: Rauchende Colts: Auf Leben und Tod (Gunsmoke: Return to Dodge, Fernsehfilm)
- 1987–1988: Magnum (Magnum, P.I., Fernsehserie, 3 Folgen)
- 1988: Beetlejuice
- 1988: Zwei hinreißend verdorbene Schurken (Dirty Rotten Scoundrels)
- 1990–1993: Zorro – Der schwarze Rächer (Zorro, Fernsehserie, 50 Folgen)
- 1994: Phantom 2040 (Fernsehserie, Folge 1x12, Stimme von Esteban Aguilar)
- 1998: Winnetous Rückkehr (Fernsehfilm)
- 1998: The Effects of Magic
- 1999: Air America (Fernsehserie, Folge 1x20)